# Compost de gas noble
Els compostos de gas noble són compostos químics que inclouen un element del grup de la taula periòdica, els gasos nobles.

## Història i precedents
Antigament es creia que els gasos nobles no podien formar compostos a causa de la seva configuració electrònica en capes tancades, que els fa molt estables químicament i no-reactius.
En tots els gasos nobles, les capes externes s i p estan completes (excepte l'heli, que no té capa p) i, per tant, no formen compostos químics amb facilitat. La seva elevada energia d'ionització i la seva baixa afinitat electrònica, propera a zero, van fer que en principi no se'ls considerés reactius.
Tot i així, el 1933 Linus Pauling va predir que els gasos nobles més pesants podien formar compostos amb el fluor i l'oxigen. En concret, va predir l'existència de l'hexafluorur de criptó i de l'hexafluorur de Xenó (XeF₆), va especular que hauria d'existir un XeF₈ com a compost inestable, i va suggerir que l'àcid xènic formaria sals perxenades. Aquestes prediccions van resultar força encertades, tot i que prediccions posteriors sobre el XeF₈ van fer notar que no només seria inestable termodinàmicament, sinó també cinemàticament, i l'any 2006 encara no s'havia obtingut.
Els gasos nobles més pesants tenen més capes d'electrons que els més lleugers. Aquesta característica provoca que els electrons més externs experimentin un efecte escut per l'acció dels electrons interns, i això fa que siguin ionitzats més fàcilment, ja que l'atracció que reben de les càrregues positives del nucli és més feble. Això fa que l'energia d'ionització sigui prou baixa per formar compostos estables amb els elements més electronegatius, com el fluor i l'oxigen.

## Compostos anteriors al 1962
Abans del 1962, els únics compostos dels gasos nobles que s'havien isolat eren els clatrats (inclosos els hidrats de tipus clatrat). Altres compostos com els compostos per coordinació s'han observat només per mitjans espectroscòpics.

### Clatrats
Els clatrats (també coneguts com a compostos gàbia) són compostos de gasos nobles en què els gasos estan atrapats dins les cavitats que deixen els reticles de cristall de certes substàncies orgàniques i inorgàniques. La condició essencial perquè es formin és que els àtoms hoste (el gas noble) siguin de la mida adient per encaixar en les cavitats dels reticles de cristall que els acullen. Per exemple, l'argó, el criptó i el xenó poden formar clatrats amb el β-quinol, però l'heli i el neó no poden perquè són massa petits.
Els clatrats s'han fet servir per separar l'heli i el neó de l'argó, el criptó i el xenó, i també per transportar l'argó, el criptó i el xenó. A més, el clatrat 85Kr és una font segura de partícules beta, i el clatrat 133Xe és una font molt útil de raigs gamma.

### Compostos per coordinació
S'ha defensat que a baixes temperatures haurien d'existir compostos per coordinació com ara Ar·BF₃, però fins ara no s'ha pogut demostrar. A més, s'han aconseguit formar compostos com WHe₂ i HgHe₂ per mitjà del bombardeig d'electrons, però recerques recents han apuntat que probablement aquest fenomen es limitava a l'adsorció de l'heli per la superfície del metall, de manera que no es podria parlar amb propietat de l'existència d'un compost químic.

### Hidrats
Els hidrats es formen comprimint els gasos nobles dins l'aigua. Es creu que la molècula d'aigua, que forma un dipol fort, provoca un dipol feble en els àtoms del gas noble, cosa que resulta en una interacció dipol-dipol. Els àtoms més pesants queden més afectats per aquest procés que els més febles, i per això Xe·6H₂O és l'hidrat més estable. Tot i així, en els darrers anys s'ha discutit l'existència d'aquesta mena de compostos.

## Els autèntics compostos
El 1962, Neil Bartlett es va adonar que l'hexafluorur de platí, altament oxidant, ionitzava l'O₂ en O₂+. Com que l'energia d'ionització de O₂ a O₂+ (1165 kJ mol–1) és gairebé la mateixa que la de Xe a Xe+ (1170 kJ mol–1), va intentar la reacció de Xe amb PtF₆. El resultat va ser un producte cristal·lí, l'hexafluoroplatinat de xenó, per al qual es va proposar la fórmula Xe+[PtF₆]–.
Més endavant es va demostrar que de fet el compost és més complex, ja que està format tant per XeFPtF₆ com per XeFPt₂F11. Aquest va ser el primer compost de gas noble autèntic que es va conèixer.
A finals del 1962, Howard Claassen va sintetitzar el tetrafluorur de xenó, el primer compost de gasos nobles simple (amb dos elements), sotmetent xenó i fluor a una temperatura elevada.
En els darrers anys s'han obtingut diversos compostos de gasos nobles, particularment de xenó, com ara els fluorurs de xenó (XeF₂, XeF₄, XeF₆), els oxifluorurs (XeOF₂, XeOF₄, XeO₂F₂, XeO₃F₂, XeO₂F₄) i els òxids (XeO₃ i XeO₄). El difluorur de xenó es pot obtenir simplement exposant els gasos de Xe i F₂ a la llum del sol. Durant els cinquanta anys anteriors s'havien barrejat els dos gasos intentant produir una reacció, però ningú no havia pensat en una cosa tan simple com exposar la mescla a la llum del sol.
El radó reacciona amb el fluor per formar el fluorur de radó (RnF₂), que en estat sòlid brilla amb una lleugera llum de color groc clar. El criptó pot reaccionar amb el fluor per formar el fluorur de criptó (KrF₂), i en els làsers excímers es fan servir excímers efímers de Xe₂ i halurs de gasos nobles com ara el clorur de xenó (XeCl₂). L'any 2000 es va anunciar la descoberta del fluorohidrur d'argó (HArF). De moment no s'han trobat compostos convencionals d'heli o de neó.
En els últims anys s'ha demostrat que el xenó pot produir una àmplia varietat de compostos del tipus XeOxY₂, on x és 1, 2 o 3 i y és qualsevol grup electronegatiu, com ara CF₃, C(SO₂CF₃)₃, N(SO₂F)₂, N(SO₂CF₃)₂, OTeF₅, O(IO₂F₂), etc. La gamma de compostos és impressionant, ja que arriba als centenars i inclou enllaços de xenó i oxigen, nitrogen, carboni i fins i tot or, a més d'àcid perxènic, nombrosos halurs i ions complexos, una gamma de compostos també present en un element veí del xenó, el iode. El compost Xe₂Sb₂F11 conté un enllaç Xe–Xe, l'enllaç element-element més llarg que es coneix (308,71 pm).

## Compostos de ful·lerè

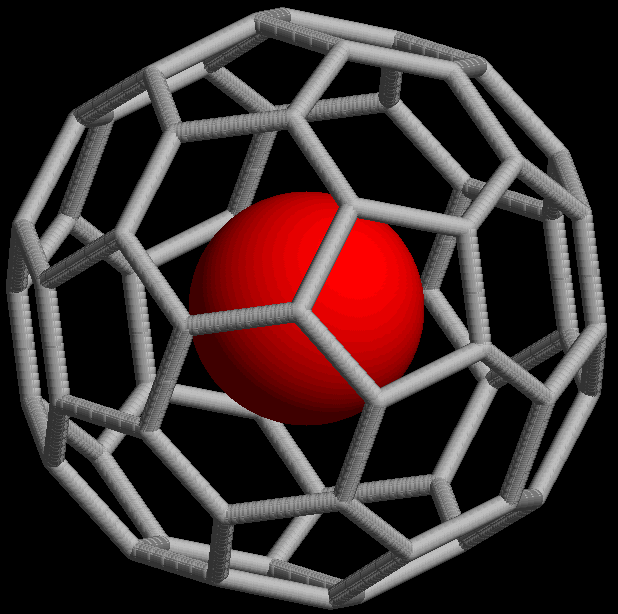
Representació d'una molècula de C60 que conté un àtom de gas noble

Els gasos nobles també poden formar ful·lerens endohèdrics, compostos en què el gas noble està atrapat dins una molècula de ful·lerè. L'any 1993 es va descobrir que quan el C60 s'exposa a una pressió de vora 3 bars d'heli o neó, es formen els complexos He@C60 i Ne@C60. En aquestes condicions, més o menys una de cada 650.000 gàbies de C60 incorpora un àtom d'heli; a pressions més altes (3000 bar), es pot arribar a un percentatge de fins al 0,1%. També s'han obtingut complexos endohèdrics amb argó, criptó i xenó, així com nombrosos adductes d'He@C60.

## Aplicacions
La majoria d'aplicacions dels compostos de gasos nobles els utilitzen o bé com a agents oxidants o bé com a manera d'emmagatzemanr els gasos nobles en una forma densa. L'àcid xènic és un agent oxidant molt valuós perquè no introdueix impureses: simplement, el xenó s'allibera com a gas. En aquest sentit, només l'iguala l'ozó. Els perxenats són agents oxidants encara més poderosos, i els fluorurs de xenó són bons agents fluoritzants.
Els isòtops radioactius de criptó i xenó són difícils d'emmagatzemar i manipular, i els compostos d'aquests elements es poden manipular més fàcilment que les formes gasoses.